# فرودگاه راکی هیل اولترا لایت
فرودگاه راکی هیل اولترا لایت (به انگلیسی: Rocky Hill Ultralight Flightpark) یک فرودگاه همگانی بهره‌برداری هوایی است که یک باند فرود چمن دارد و طول باند آن ۳۰۵ متر است. این فرودگاه در کشور ایالات متحده آمریکا قرار دارد و در ارتفاع ۳۷۸ متری از سطح دریا واقع شده است.